# Lulajże, Jezuniu

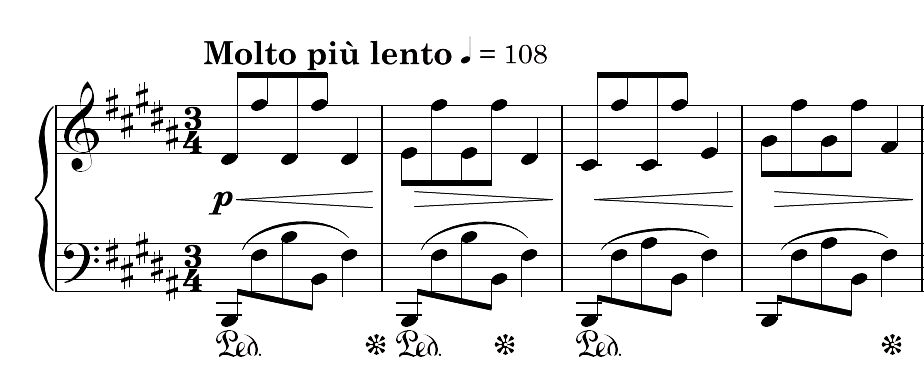
Motyw Lulajże, Jezuniu w Scherzu op. 20 Fryderyka Chopina

Lulajże, Jezuniu – kolęda polska o charakterze kołysanki, powstała najprawdopodobniej w drugiej połowie XVII wieku.

## Historia
Najwcześniejsza zachowana wersja tekstu pochodzi ze zbioru z 1705, przechowywanego w Archiwum Archidiecezjalnym w Poznaniu. Zapisy tekstu kolędy figurują również m.in. w rękopisach przechowywanych w klasztorze benedyktynek w Staniątkach: dwóch kancjonałach Gąsiorowskiej z lat 1754 i 1758 oraz tzw. kancjonale Kiernickiej z 1754 r. (sama kolęda datowana tam na 1738 r.). Zamieszczono go także w dwóch osiemnastowiecznych rękopiśmiennych kancjonałach franciszkanek oraz w jednym rękopisie karmelitanek z końca XVIII wieku z 2. częścią kantyczki Chybińskiego. Drukiem tekst kolędy ukazał się nakładem lwowskiej oficyny Szlichtynów w zbiorze kantyczek najpierw w 1767, a następnie w 1785 roku.
Zapis melodii Lulajże, Jezuniu, nieco różniący się od dzisiejszej, pojawił się drukiem w wydanej w 1843 roku antologii ks. Michała Marcina Mioduszewskiego pt. Pastorałki i kolędy z melodyjami czyli piosnki wesołe ludu w czasie świąt Bożego Narodzenia po domach śpiewane a przez X. M. M. M. zebrane.
Kolęda stanowiła inspirację dla wielu twórców, m.in. Fryderyk Chopin wykorzystał jej motyw w środkowej części swego scherzo h-moll op. 20. Cytat z kolędy pojawił się również w utworze Jacka Kaczmarskiego pt. Wigilia na Syberii. W III akcie Betlejem polskiego Lucjana Rydla chór aniołów śpiewa Lulajże, Jezuniu.
Kolęda Lulajże, Jezuniu kojarzona jest z polskością, do jej melodii niejednokrotnie układano więc w związku z aktualnymi wydarzeniami nowe teksty o wymowie patriotycznej. Istnieje m.in. jej legionowa wersja autorstwa Ludwika Markowskiego, czy inspirowana strajkiem szkolnym we Wrześni przeróbka Kajetana Sawczuka, podlaskiego poety i działacza niepodległościowego.
Kolęda Lulajże, Jezuniu jest znana także poza granicami Polski. We Francji została ona przetłumaczona na Nuit de lumière.

## Zapis nutowy
Źródło: Najstarsze polskie kolędy z nutami. 1940, s. 12. OCLC 9802456173.